# Scracho
Scracho foi uma banda brasileira de rock e reggae formada em 2004. A banda concorreu ao prêmio de "Banda Revelação" no Prêmio Multishow de Música Brasileira 2008. Em 2009 assinou com a EMI e gravou o DVD MTV Apresenta: Scracho.

## História
A banda começou quando um então grupo de adolescentes do colégio Corcovado resolveu se juntar para tocar em saraus da escola. Surgiu, então, a necessidade de dar um nome à banda, que acabou se chamando Scracho por causa do restaurante Dom Scracho, no bairro Jardim Botânico. Diego, Caio, Gabriel e Rodrigo (ex-baterista) decidiram então gravar algumas músicas proprias e outras covers para colocá-las na internet. Com isso, a popularidade do grupo aumentou e eles passaram a abrir shows para outras bandas locais. Entre 2004,2005 e 2006 as então jovens bandas de pop/punk ganharam muita popularidade na cidade maravilhosa. Nessa época portanto, bandas como  Scracho, Forfun, Darvin, Dibob e Asterisco Zero lotavam casas de shows do Rio, fazendo sucesso especialmente entre o público adolescente. Na época era comum a realização de festivais como 'Rio Summer Nights' e 'Rio rock tour', que reuniam as principais bandas do gênero na cidade e algumas representantes de outros estados. Todas essas bandas tinham em comum a influência de gringas como Blink 182, New Found Glory ou Sum 41. Como uma das principais representantes dessa cena e ainda com a formação antiga, o Scracho conquistou certo espaço inclusive em cenário nacional, fazendo shows alguns shows fora do estado e abrindo shows de bandas internacionais como o The Ataris. Com Rodrigo na bateria o Scracho chegou a tocar em São Paulo, Curitiba e Nordeste. Na época a banda vendia um cd demo com algumas canções que até hoje ainda são lembradas, como 'A vida que eu quero' e 'Fevereiro'. O baixista Caio diz que "o Scracho começou como uma brincadeira e rolou". Foi aí que, em 2006, o Rodrigo resolveu sair da banda, dando lugar a Dedé, a nova baterista.
A maioria das baterias do primeiro cd oficial foram gravadas ainda pelo antigo baterista, à exceção da música Morena. Simultaneamente à entrada de Debora na banda, o Scracho foi também passando por uma mudança de estilos e incorporando elementos do reggae em suas canções. Essa mistura pode ser percebida inclusive já no primeiro cd da banda. Em 2007 estava lançada "A grande bola azul" e logo em seguida o primeiro clipe da banda, "Universo Paralelo". No verão de 2007/2008, com forte ajuda de amigos e fãs, o novo clipe conseguiu segurar durante semanas a primeira posição do MTV OVERDRIVE, o que chamou atenção da grande mídia. Em 2008 as músicas do Scracho começaram a tocar em algumas rádios ao redor do país e a banda começou a ser figura mais constante em alguns programas de tv fechada e jornais. Foi em 2008 que o primeiro grande sonho da banda estava realizado: jogar o mtv rockgol. Em meados desse ano o Scracho foi também indicado como banda Revelação do ano no Prêmio Multishow, mas os vencedores acabaram sendo os amigos do Strike. Foi ainda nesse ano que a música "Divina Comédia" entrou como trilha da série malhação e teve um clipe gravado. Em 2009 em parceria com a MTV o Scracho lançou seu primeiro dvd e em seguida saiu em turnê por todo o país, consolidando ainda mais o espaço da banda em cenário nacional. Desse dvd saiu o clipe ao vivo da música 'Morena', composta pelo guitarrista Gabriel Leal, em parceria com o mineiro Pedro H. F. Zica. Também em 2009 Débora Teicher venceu o Prêmio Multishow na categoria de Melhor instrumentista.  No ano de 2011 a banda lançou seu segundo cd de estúdio, "Mundo a descobrir", que conta com as participações de Maurício Baia, Dibob e Forfun. O novo cd conta com diversos webclipes na internet e a banda vem fazendo shows de lançamento do disco ao redor do país. Em Abril de 2012,Gabriel Leal anunciou sua saída da Banda,seu ultimo show foi dia 14 de abril em Porto Alegre na Casa do Gaúcho,a banda decidiu não substituir o guitarrista,assim a banda se tornou um trio.
Em 2014 a banda completou 10 anos desde o primeiro show oficial, em comemoração ao aniversário a banda fez um grande show no dia 20 de Julho, no Circo Voador. Milhares de fãs de todo o Brasil compareceram ao evento, que teve como participações Baia, João Barone, Mc Mãe e Dedeco.
Anunciou pausa em 29 de maio de 2015.
Em 28 de maio de 2023, a banda se reuniu novamente para um show no Mita Festival, no Rio de Janeiro.

## Ex-integrantes
- Diego Miranda – voz, guitarra, violão (2004–2015)
- Gabriel Leal – guitarra, vocal de apoio (2004–2015)
- Caio Corrêa – baixo, vocal de apoio (2004–2015)
- Rodrigo Stallone – bateria, vocal de apoio (2004–2006)
- Debora Teicher – bateria, vocal de apoio (2006–2015)

## Discografia

#### Álbuns em estúdio
- (2007) A Grande Bola Azul
- (2011) Mundo a Descobrir
- (2013) Boto Fé

#### Álbuns ao vivo
- (2009) MTV Apresenta: Scracho
- (2023) Scracho ao Vivo no Circo Voador

## Prêmios

#### Prêmio Multishow de Música Brasileira
| Ano  | Trabalhos indicados | Prêmios                   | Resultado |
| ---- | ------------------- | ------------------------- | --------- |
| 2008 | Scracho             | Banda Revelação           | Indicado  |
| 2009 | Débora Teicher      | Melhor Instrumentista     | Venceu    |
| 2013 | Scracho             | Melhor Banda Independente | Venceu    |